# Metynnis
A Metynnis a sugarasúszójú halak (Actinopterygii) osztályának pontylazacalakúak (Characiformes) rendjébe, ezen belül a pontylazacfélék (Characidae) családjába tartozó nem.

## Előfordulásuk
Az összes Metynnis-faj előfordulási területe Dél-Amerikában található meg. Ezek a halak főleg Brazília és Venezuela folyóiban és tavaiban lelhetők fel. A két említett ország szomszédainál is megtalálható egyes faj.

## Megjelenésük
E halfajok hossza fajtól függően 5,8-18 centiméter között van. Többségüknek ezüstös pikkelyeik vannak, azonban egyes fajon sötét foltok is láthatók.

## Életmódjuk
Trópusi és édesvízi halak, amelyek a nyíltabb vizeket kedvelik, kivéve a Metynnis cuiabát amely az aljzaton tartózkodik. Többségüknek a vízhőmérséklete 20-26 °C, míg a víz pH értéke 5-7 között kell, hogy legyen. Ebbe a halnembe főleg gyümölcsevő halak tartoznak, azonban a Metynnis luna kizárólag fitoplanktonnal táplálkozik.

## Felhasználásuk
Néhány fajt, mint például az ezüstös tányérlazacot és a Metynnis hypsauchent akváriumokban is lehet tartani. Fogságban egyes Metynnis-faj ragadozóvá válhat.

## Rendszerezés
A nembe az alábbi 14 faj tartozik:
- Metynnis altidorsalis Ahl, 1923
- ezüstös tányérlazac (Metynnis argenteus) Ahl, 1923
- Metynnis cuiaba Pavanelli, Ota & Petry, 2009
- Metynnis fasciatus Ahl, 1931
- Metynnis guaporensis Eigenmann, 1915
- Metynnis hypsauchen (J. P. Müller & Troschel, 1844)
- Metynnis lippincottianus (Cope, 1870)
- Metynnis longipinnis Zarske & Géry, 2008
- Metynnis luna Cope, 1878
- Metynnis maculatus (Kner, 1858)
- Metynnis mola Eigenmann & Kennedy, 1903
- Metynnis orinocensis (Steindachner, 1908)
- Metynnis otuquensis Ahl, 1923
- Metynnis polystictus Zarske & Géry, 2008